# Pesti György
Pesti György, Petz (Kisanna, 1924. december 17. – Miskolc, 2011. október 5.) labdarúgó, csatár, sportvezető.

## Pályafutása
1944. április 23-án Salgótarjánban mutatkozott be az élvonalban a Ferencváros csapatában az SBTC ellen 3-2-es győzelemmel. A sikerhez két góllal járult hozzá. 
Augusztusig szerepelt a zöld-fehéreknél és 11 mérkőzésen lépett pályára (5 bajnoki, 4 magyar kupa, 2 hazai díjmérkőzés) és hét gólt szerzett (4 bajnoki, 2 magyar kupa, 1 hazai díjmérkőzés). Tagja volt az 1944-es magyar kupa-győztes és bajnoki ezüstérmes csapatnak.
1945 és 1958 között a Diósgyőri VTK labdarúgója volt. Három NB II-es bajnoki címet szerzett a csapattal (1949–50, 1953, 1957-tavasz). A DVTK-ban 140 NB I-es, 151 NB II-es mérkőzésen lépett pályára és 11 NB I-es, 36 NB II-es gólt szerzett. 1958-tól a Diósgyőri Bányász csapatában játszott. Itt hagyta abba az aktív labdarúgást.
1961 végén rövid ideig a Miskolci Bányász edzője volt.
Sportvezetőként előbb a DVTK labdarúgó szakosztályának igazgatója, majd 1962 és 1969 között a klub elnöke volt. A Borsod Megyei Labdarúgó-szövetség elnöke és az MLSZ elnökségi tagja is volt.
2011. október 8-án temették el Szirmabesnyőn, a felső temetőben.

## Sikerei, díjai
- Magyar bajnokság
  - 2.: 1943–44
- Magyar bajnokság – NB II
  - bajnok: 1949–50, 1953, 1957-tavasz
- Magyar kupa
  - győztes: 1944